# Bukit Kemuning (Jagong Jeget)
Bukit Kemuning is een bestuurslaag in het regentschap Aceh Tengah van de provincie Atjeh, Indonesië. Bukit Kemuning telt 903 inwoners (volkstelling 2010).